# Borowa (powiat Mielecki)
Borowa is een dorp in het Poolse woiwodschap Subkarpaten, in het district Mielecki. De plaats maakt deel uit van de gemeente Borowa en telt 1600 inwoners.